# ホロライブプロダクション
ホロライブプロダクション（英語: hololive production）は、カバー株式会社（以下、「カバー」）が運営する日本のバーチャルYouTuber（以下、「VTuber」）事務所。名称は、代表アイドルのときのそらをイメージキャラクターとしたライブ配信サービス『ホロライブ』に由来する。

## 沿革
- 2017年（平成29年）
  - 9月7日：カバー初となるVTuber・ときのそらがニコニコ動画にて活動を開始した[1]。当初はニコニコ動画で配信を行い、YouTubeにアーカイブを公開するという形だったため、YouTubeにて本格的に活動を開始したのは同年12月12日からである[1]。ときのそらがYouTubeで活動を開始したのと同時に、ロボ子さんのオーディションも開始された[2]。この時点では、まだホロライブプロダクション並びにホロライブは存在していない。2018年（平成30年）8月1日に活動を開始したさくらみこも、ホロライブとは無関係のプロジェクト「さくらみこプロジェクト」の管轄下となっていた[3]。

- 2018年（平成30年）
  - 5月2日：公式ウェブサイトのオーディションページにて、白上フブキ・夏色まつり・アキ・ローゼンタール・赤井はあと・人見クリスのオーディションの募集が開始され[4]、同年6月1日・6月2日に「ホロライブ1期生」としてデビューした。ただし人見は自身の関係者とのトラブルによって活動を停止したのち同年6月26日に契約解除となった[5]。
- 2019年（令和元年）
  - 12月2日：女性VTuberグループ「ホロライブ」、男性VTuberグループ「ホロスターズ」、音楽レーベル「イノナカミュージック」が事務所「ホロライブプロダクション」へと統合された[6]。
- 2022年（令和4年）
  - 4月：「ホロライブプロダクション」がNexTone Award 2022にて特別賞を受賞した[7]。
- 2023年（令和5年）
  - 7月8日：ホロライブとユニバーサルミュージックのレーベル・EMI Recordsの共同運営レーベル「holo-n」の設立を発表[8]。
  - 7月26日：ゲームカルチャーを中心に様々な企画を展開するカバーの新しいブランドプロジェクト「HLZNTL（ホリゾンタル）」を展開[9]。
  - 9月4日：ホロライブプロダクションから新たなVTuberグループ「hololive DEV_IS」の設立と、同グループに所属する5人組VTuberガールズグループ「ReGLOSS」のデビューが発表された[10]。
- 2025年（令和7年）
  - 7月16日：タレントを中心とした音楽活動の場として、音楽レーベルhololive RECORDSを設立。「もっと広く、もっと深く、もっと自由に。」をスローガンとし、音楽制作・流通の体制を再定義した音楽レーベル、としている。音楽系の情報発信をホロライブプロダクション公式Xより移管し、公式YouTubeではティザームービーも公開した。[11][12][13][14][15]。

## 特徴
ゲーム配信や雑談からのアイドル事業へと変革し、女性VTuberのみを擁する事務所として、歌やダンスのライブ配信、グッズ販売、コラボレーションを通じて海外ファンを含むファンベースを拡大し、全体としては9割が男性であるVTuberのファン層の特性を活かしつつ、タレントの個性を生かした音楽プロデュースやマネージメント、多面的な支援を行っている。
ホロライブは、各タレントに専用のファンネーム、配信タグ、ファンアートタグを設定し、ファンのエンゲージメントを高めており、ごく一部のタレントを除き、ファンに独自の姿形を与える特徴を持ち、タレントごとのオリジナルグッズ展開に加え、公式グッズにファンの姿のグッズが含まれることも多い。

## 所属タレント・グループ
ホロライブプロダクションは女性VTuberグループのホロライブと男性VTuberグループのホロスターズを運営している。ホロライブにはホロライブ、ホロライブインドネシア、ホロライブEnglish、hololive DEV_ISというグループがあり、ホロスターズにはホロスターズ、ホロスターズEnglishというグループがある。
（）内は特筆しない限り、YouTubeでの活動を開始した日。IRySを除く海外グループの所属タレントの名前は、漢字・仮名表記 / ラテン文字表記の順に記載。

### ホロライブ

ホロライブのロゴ

ホロライブのメンバーは、略して「ホロメン」とも呼ばれている。
ホロライブ0期生
各々活動開始時期やデビューの経緯が異なり、他のグループのメンバーのように一括りにできないため「ホロライブ0期生」と呼称される。そのため、メンバーの中にはホロライブ1期生・2期生の後にホロライブに加入した者もいる。
- ときのそら（ニコニコ動画：2017年9月7日、YouTube：2017年12月12日）
- ロボ子さん（ロボこさん）（2018年3月4日）
- さくらみこ（2018年8月1日、2018年12月25日にホロライブに加入）
- 星街すいせい（ほしまち すいせい）（2018年3月22日、2019年5月19日にイノナカミュージックに加入、同年12月1日にホロライブへ転籍）
- AZKi（あずき）（2018年11月15日、2022年4月1日にイノナカミュージックから転籍）

ホロライブ1期生
先行デビューした夜空メル以外は、2018（平成30）年5月2日から5月13日にかけて演者の募集が行われ、5月9日から5月18日にかけて選考された。
- 白上フブキ（しらかみ フブキ）（2018年6月1日） - ホロライブゲーマーズと兼任。
- 夏色まつり（なついろ まつり）（2018年6月1日）
- アキ・ローゼンタール（2018年6月1日）
- 赤井はあと（あかい はあと）（2018年6月2日）

ホロライブ2期生
- 百鬼あやめ（なきり あやめ）（2018年9月3日）
- 癒月ちょこ（ゆづき ちょこ）（2018年9月4日）
- 大空スバル（おおぞら スバル）（2018年9月16日）

ホロライブゲーマーズ
ゲーム実況を中心に活動するユニット。
- 白上フブキ（しらかみ フブキ） - ホロライブ1期生と兼任。
- 大神ミオ（おおかみ ミオ）（2018年12月7日）
- 猫又おかゆ（ねこまた おかゆ）（2019年4月6日）
- 戌神ころね（いぬがみ ころね）（2019年4月13日）

ホロライブ3期生（ホロライブファンタジー）
2019年（令和元年）6月13日にメンバーのデザインが公表され、兎田ぺこらと潤羽るしあを除く3名については同日から6月23日にかけて演者の募集が行われた。当初より「ホロライブファンタジー」という愛称が付けられている。
- 兎田ぺこら（うさだ ぺこら）（2019年7月17日）
- 不知火フレア（しらぬい フレア）（2019年8月7日）
- 白銀ノエル（しろがね ノエル）（2019年8月8日）
- 宝鐘マリン（ほうしょう マリン）（2019年8月11日）

ホロライブ4期生（ホロふぉーす）
3Dモデルが披露された2020年（令和2年）6月末より「ホロふぉーす」の愛称が使われている。
- 天音かなた（あまね かなた）（2019年12月27日）
- 角巻わため（つのまき わため）（2019年12月29日）
- 常闇トワ（とこやみ トワ）（2020年1月3日）
- 姫森ルーナ（ひめもり ルーナ）（2020年1月4日）

ホロライブ5期生（ねぽらぼ）
当初は「ほろふぁいぶ」という愛称だったが、魔乃アロエの卒業後は、残存メンバーの名の頭文字を取った「ねぽらぼ」という愛称を使用している。
- 雪花ラミィ（ゆきはな ラミィ）（2020年8月12日）
- 桃鈴ねね（ももすず ねね）（2020年8月13日）
- 獅白ぼたん（ししろ ぼたん）（2020年8月14日）
- 尾丸ポルカ（おまる ポルカ）（2020年8月16日）

ホロライブ6期生（秘密結社holoX）
「秘密結社holoX（ひみつけっしゃ ホロックス）」という愛称で、2021年（令和3年）11月26日にデビューが発表された。
- ラプラス・ダークネス（2021年11月26日）
- 鷹嶺ルイ（たかね ルイ）（2021年11月27日）
- 博衣こより（はくい こより）（2021年11月28日）
- 沙花叉クロヱ（さかまた クロエ）（2021年11月29日 - 2025年1月26日・配信活動終了）
- 風真いろは（かざま いろは）（2021年11月30日）

### ホロライブインドネシア

ホロライブインドネシアのロゴ

ホロライブプロダクション傘下の海外グループの一つ。
ホロライブインドネシア1期生（AREA 15）
- アユンダ・リス / Ayunda Risu（2020年4月10日）
- ムーナ・ホシノヴァ / Moona Hoshinova（2020年4月11日）
- アイラニ・イオフィフティーン / Airani Iofifteen（2020年4月12日）

ホロライブインドネシア2期生（holoro）
- クレイジー・オリー / Kureiji Ollie（2020年12月4日）
- アーニャ・メルフィッサ / Anya Melfissa（2020年12月5日）
- パヴォリア・レイネ / Pavolia Reine（2020年12月6日）

ホロライブインドネシア3期生（holoh3ro）
- ベスティア・ゼータ / Vestia Zeta（2022年3月25日）
- カエラ・コヴァルスキア / Kaela Kovalskia（2022年3月26日）
- こぼ・かなえる / Kobo Kanaeru（2022年3月27日）

### ホロライブEnglish

ホロライブEnglishのロゴ

ホロライブプロダクション傘下の海外グループの一つ。
hololive English -Myth-
「hololive English -神話-」という名称が用いられることもある。コンセプトは「伝説の世界からやって来たVTuber：hololive English -Myth-」。
- 森カリオペ（もり かりおぺ） / Mori Calliope（2020年9月12日）
- 小鳥遊キアラ（たかなし きあら） / Takanashi Kiara（2020年9月12日）
- 一伊那尓栖（にのまえ いなにす） / Ninomae Ina'nis（2020年9月13日）
- ワトソン・アメリア / Watson Amelia（2020年9月13日 - 2024年10月1日・配信活動終了）

hololive English -Promise-
2023（令和5）年10月9日に発表されたユニット。メンバーは「Project: HOPE」に所属していたIRySおよび、「hololive English -Council-」の元メンバーで、各々の活動内容に変更はない。
- IRyS（アイリス）（2021年7月11日）
- オーロ・クロニー / Ouro Kronii（2021年8月23日）
- ハコス・ベールズ / Hakos Baelz（2021年8月23日）

hololive English -Advent-
- シオリ・ノヴェラ / Shiori Novella（2023年7月30日）
- 古石ビジュー（こせき ビジュー） / Koseki Bijou（2023年7月30日）
- ネリッサ・レイヴンクロフト / Nerissa Ravencroft（2023年7月31日）
- フワワ・アビスガード / Fuwawa Abyssgard（2023年7月31日）
- モココ・アビスガード / Mococo Abyssgard（2023年7月31日）

hololive English -Justice-
- エリザベス・ローズ・ブラッドフレイム / Elizabeth Rose Bloodflame（2024年6月22日）
- ジジ・ムリン / Gigi Murin（2024年6月22日）
- セシリア・イマーグリーン / Cecilia Immergreen（2024年6月23日）
- ラオーラ・パンテーラ / Raora Panthera（2024年6月23日）

### hololive DEV_IS

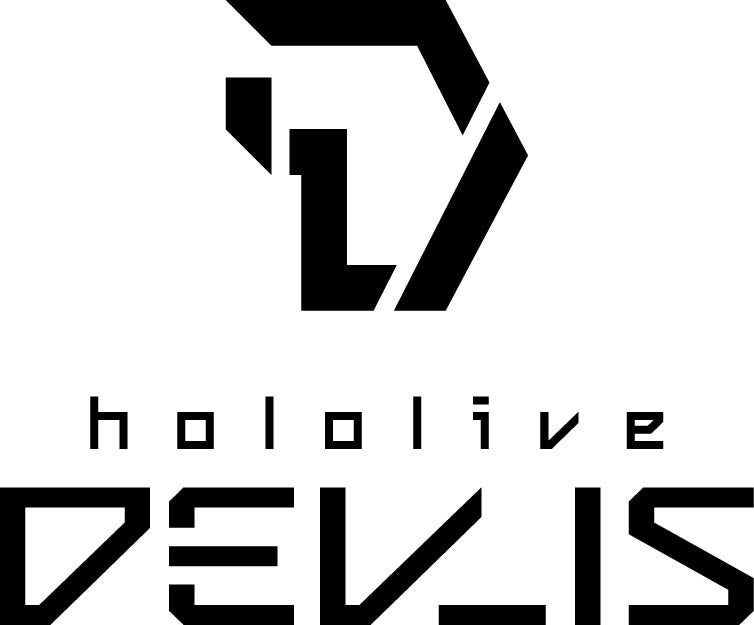
hololive DEV_ISのロゴ

2023年（令和5年）9月4日に新設された、従来のVTuberの枠組みを超えた「成長」「挑戦」をテーマに精力的なユニット活動を行っていくVTuberグループ。
ReGLOSS
hololive DEV_ISの設立と同時に発表されたガールズグループ。
- 火威青（ひおどし あお）（2023年9月9日）
- 音乃瀬奏（おとのせ かなで）（2023年9月9日）
- 一条莉々華（いちじょう りりか）（2023年9月9日）
- 儒烏風亭らでん（じゅうふうてい らでん）（2023年9月10日）
- 轟はじめ（とどろき はじめ）（2023年9月10日）

FLOW GLOW
- 響咲リオナ（いさき リオナ）（2024年11月9日）
- 虎金妃笑虎（こがねい にこ）（2024年11月9日）
- 水宮枢（みずみや すう）（2024年11月9日）
- 輪堂千速（りんどう ちはや）（2024年11月9日）
- 綺々羅々ヴィヴィ（ききらら ヴィヴィ）（2024年11月9日）

### ホロスターズ

ホロスターズのロゴ

設立当初はカバーが運営する男性VTuber事務所だったが、2019年（令和元年）12月2日より事務所統合に伴い、ホロライブプロダクションの傘下の男性VTuberグループとなった。
ホロスターズ1期生
2019年（令和元年）5月27日にオーディション募集が行われ、6月3日より先行して3名がデビューした。
- 花咲みやび（はなさき みやび）（2019年6月8日）
- 奏手イヅル（かなで イヅル）（2019年6月22日）
- アルランディス（2019年9月8日）
- 律可（りっか）（2019年10月17日） - 活動開始日は2019年10月20日

ホロスターズ2期生（SunTempo）
デビュー半年記念の紹介PVを公開した際に、「SunTempo（サンテンポ）」という愛称が発表された。
- アステル・レダ（2019年12月7日）
- 岸堂天真（きしどう てんま）（2019年12月14日）
- 夕刻ロベル（ゆうこく ロベル）（2019年12月24日）

ホロスターズ3期生（魔フィア）
当初は「TriNero（トライネロ）」という愛称だったが、月下カオルの契約終了後は「魔フィア」という愛称を使用している。
- 影山シエン（かげやま シエン）（2020年4月30日）
- 荒咬オウガ（あらがみ オウガ）（2020年5月1日）

UPROAR!!
2022年（令和4年）3月19日から3月20日にかけて行われたホロライブプロダクションのイベント「hololive SUPER EXPO 2022 Supported By ヴァイスシュヴァルツ」にてデビューが発表された。「ホロスターズ4期生」という枠組みではなく、「ホロライブゲーマーズ」のようにユニット名のみとなっている。
- 夜十神封魔（やとがみ ふうま）（2022年3月29日）
- 羽継烏有（うつぎ うゆう）（2022年3月29日）
- 水無世燐央（みなせ りお）（2022年3月30日）

### ホロスターズEnglish

ホロスターズEnglishのロゴ

ホロライブプロダクション傘下の海外グループの一つ。
HOLOSTARS English -TEMPUS-
2022年（令和4年）7月18日にホロスターズEnglishの新設と共に初期メンバーのデビューが発表された。
- リージス・アルテア / Regis Altare（2022年7月23日）
- アクセル・シリオス / Axel Syrios（2022年7月24日）

2023年（令和5年）1月5日には、新メンバーのデビューが発表された。
- ガビス・ベッテル / Gavis Bettel（2023年1月8日）
- マキナ・X・フレオン / Machina X Flayon（2023年1月8日）
- 万象院ハッカ（ばんぞういん ハッカ） / Banzoin Hakka（2023年1月8日）
- 定水寺シンリ（じょうすいじ シンリ） / Josuiji Shinri（2023年1月8日）

HOLOSTARS English -ARMIS-
2023年（令和5年）11月16日に「HOLOSTARS English -TEMPUS-」のライバルユニットとしてデビューが発表された。
- ジュラルド・ティー・レクスフォード / Jurard T Rexford（2023年11月18日）
- ゴールドブレット / GOLD Bullet（2023年11月18日）
- オクタビオ / Octavio（2023年11月19日）
- クリムゾン・ルーズ / Crimzon Ruze（2023年11月19日）

### holoAN
ホロライブプロダクションの公式アナウンサーグループ。毎週金曜日の昼に放送される「昼ホロ」を中心にホロライブの情報を提供することを目的とする。
- 春先のどか（はるさき のどか）（2022年4月1日、2025年5月7日に事務所スタッフから転籍）

## 元所属タレント・グループ

### 元ホロライブの所属タレント
- 人見クリス（ひとみ クリス） （2018年6月3日 - 2018年6月26日、元ホロライブ1期生。キャストとホロライブとは無関係の支援者との間のトラブルにより活動停止したのち、契約解除）
- 魔乃アロエ（まの アロエ）（2020年8月15日 - 2020年8月31日、元ホロライブ5期生。謹慎処分後、一身上の都合により卒業）
- 桐生ココ（きりゅう ココ）（2019年12月28日 - 2021年7月1日、元ホロライブ4期生。本人からの申し出により卒業）
- 潤羽るしあ（うるは るしあ）（2019年7月18日 - 2022年2月24日、元ホロライブ3期生。契約違反行為および信用失墜行為により契約解除）
- 九十九佐命（つくも さな） / Tsukumo Sana（2021年8月23日 - 2022年7月31日、元hololive English -Council-。活動の方向性について話し合いをした結果、長期の活動が難しくなり卒業）
- 夜空メル（よぞら メル）（2018年5月13日 - 2024年1月16日、元ホロライブ1期生。会社の機密情報や会社とのやり取りを無許可で第三者に漏洩するといった契約違反行為により契約解除）
- 湊あくあ（みなと あくあ）（2018年8月8日 - 2024年8月28日、元ホロライブ2期生。会社との方向性の違いにより卒業）
- セレス・ファウナ / Ceres Fauna（2021年8月23日 - 2025年1月4日、元hololive English -Promise-。会社との方向性の違いにより卒業）
- 紫咲シオン（むらさき シオン）（2018年8月17日 - 2025年4月26日、元ホロライブ2期生。会社との方向性の違いにより卒業）
- 七詩ムメイ（ななし むめい） / Nanashi Mumei（2021年8月23日 - 2025年4月28日、元hololive English -Promise-。会社との意見の不一致、慢性的な疾患による声への影響により卒業）
- がうる・ぐら / Gawr Gura（2020年9月13日 - 2025年5月1日、元hololive English -Myth-。会社との方向性の違いにより卒業）

### 元ホロスターズの所属タレント
- 薬師寺朱雀（やくしじ すざく）（2019年9月7日 - 2020年3月6日、元ホロスターズ1期生。話し合いの結果、卒業）
- 月下カオル（つきした カオル）（2020年4月29日 - 2020年7月28日、元ホロスターズ3期生。本人を交えた協議の結果、今後の活動が困難と判断され、契約終了）
- 鏡見キラ（かがみ キラ）（2019年6月9日 - 2020年11月30日、元ホロスターズ1期生。精神面・体調面で活動の継続が難しいという申し入れで卒業）
- マグニ・デズモンド / Magni Dezmond（2022年7月23日 - 2023年8月31日、元HOLOSTARS English -TEMPUS-）
- ノワール・ヴェスパー / Noir Vesper（2022年7月24日 - 2023年8月31日、元HOLOSTARS English -TEMPUS-）
- 緋崎ガンマ（ひざき ガンマ）（2022年3月30日 - 2024年7月20日、元UPROAR!!。話し合いの結果、マネジメントやサポートを継続することが困難と判断され契約解除）

### ホロライブ中国

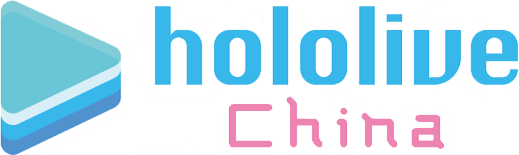
ホロライブ中国のロゴ

ホロライブ中国1期生
- 夜霧（よぎり） / Yogiri（2019年9月27日 - 2020年12月20日）
- 希薇婭（シビア） / Civia（2019年10月4日 - 2020年11月18日）
- 黒桃影（スペード・エコー） / Spade Echo（2019年10月28日 - 2020年11月21日）

ホロライブ中国2期生
- 朵莉丝（ドリス） / Doris（2020年3月6日 - 2020年12月5日）
- 阿媂娅（アティア） / Artia（2020年3月6日 - 2020年11月19日）
- 罗莎琳（ロサリン） / Rosalyn（2020年3月6日 - 2020年12月27日）

### イノナカミュージック

イノナカミュージックのロゴ

INNK MUSIC。カバーの音楽活動に特化したレーベルとして、2019年（令和元年）5月19日に発表・始動した。メンバーはAZKiと星街すいせいの2名で、AZKiはカバーから移籍する形で、星街は事務所に所属しない「個人勢」から所属する形で加入した。同年12月1日に星街がホロライブへ転籍。同年12月2日に事務所統合に伴い、ホロライブプロダクション傘下となった。2022年（令和4年）3月31日にプロジェクトが終了。唯一所属していたAZKiは同年4月1日付けでホロライブへ転籍した。

### Project:HOPE
2020年（令和2年）11月30日から2021年（令和3年）1月29日にかけてVSingerの募集が行われた。IRySが所属していたが、2023年（令和5年）10月9日に「hololive English -Council-」と統合して「hololive English -Promise-」となった。

### hololive English -Council-
「hololive English -議会-」という名称が用いられることもあった。メンバーの募集は2021年（令和3年）2月12日から3月26日にかけて行われた。発足当初のメンバーは、九十九佐命、セレス・ファウナ、オーロ・クロニー、七詩ムメイ、ハコス・ベールズの5名。彼女たちのデビューに先駆けて、それぞれ「序」、「兆し」、「議会」という題名がつけられた3つのPVが発表された。2023年（令和5年）10月9日に「Project: HOPE」と統合して「hololive English -Promise-」となった。

### 元事務所スタッフ
- 大道シノヴ（だいどう シノヴ）（ホロスターズの元マネージャー、2022年10月31日退職）
- 友人A（えーちゃん）（ときのそらの親友でホロライブの元裏方担当、2024年6月30日退職）

### その他
- オメガα（オメガアルファ） / Omegaα（2021年11月にデビューすることが予告されたが音沙汰なく、その後ホロライブから去ったとされている。）

## 3Dスタジオ
ホロライブプロダクションを運営するカバーは、2023年（令和5年）5月に独自の新スタジオを設立した。6つのスタジオが併設されており、最も広いスタジオでは面積が約23 × 14 m、高さは約3.2 mになる。光学式のキャプチャ技術が採用されており、Vicon Motion Systems製の「Valkyrie」の最上位モデル「VK26」が100台以上置かれている。

## イベント・ライブ
本節では、複数の所属タレントが主演を務めるイベント・ライブを記述する。一人の所属タレントが主演を務めるものについては、その者の個別記事を参照。
オフライン上で開催されたイベント・ライブの会場の所在国は、特記のない限りは日本である。
hololive SUPER EXPO & fes.
ホロライブプロダクションの全体イベントおよび、ホロライブの全体ライブ。

### イベント
ホロライブ×ジョイポリス
テーマパークの東京ジョイポリスにて開催される、同テーマパークとホロライブのコラボイベント。ホロライブの所属タレントと直接会話ができる「ホロ×マッチ」などが行われる。
| 回数  | イベント名                           | 開催日                  | 「ホロ×マッチ」の出演タレント                                                                                           |
| ----- | ------------------------------------ | ----------------------- | --- |
| 第1弾 | ホロライブ×ジョイポリス HAPPY PARTY  | 2021年1月9日 - 2月11日  | 1月16日：ときのそら、アキ・ローゼンタール 1月23日：夜空メル、白上フブキ 1月30日：夏色まつり、赤井はあと                 |
| 第2弾 | ホロライブ×ジョイポリス LOVELY PARTY | 2022年1月7日 - 2月27日  | 1月15日：大空スバル、1月22日：百鬼あやめ 1月29日：紫咲シオン、2月5日：湊あくあ 2月12日：癒月ちょこ、2月19日：ロボ子さん |
| 第3弾 | ホロライブ×ジョイポリス DREAMY PARTY | 2023年1月20日 - 2月26日 | 1月28日：兎田ぺこら、2月4日：宝鐘マリン 2月11日：白銀ノエル、2月18日：不知火フレア                                      |
| 第4弾 | ホロライブ×ジョイポリス FANCY PARTY  | 2024年5月30日 - 7月21日 | 6月8日：角巻わため、6月15日：姫森ルーナ 6月22日：常闇トワ、7月6日：天音かなた 7月13日：星街すいせい                     |
| 第5弾 | ホロライブ×ジョイポリス SWEETY PARTY | 2025年5月30日 - 7月21日 | 6月7日：雪花ラミィ、6月14日：桃鈴ねね 6月21日：尾丸ポルカ、7月12日：獅白ぼたん                                          |

hololive GAMERS fes. 超超超超ゲーマーズ
ホロライブゲーマーズのイベント。
| 回数   | イベント名                               | 開催日                  | 出演タレント                                |
| ------ | ---------------------------------------- | ----------------------- | ------------------------------------------- |
| 第一弾 | hololive GAMERS fes. 超超超超ゲーマーズ  | 2024年5月25日 - 5月26日 | 白上フブキ、猫又おかゆ 戌神ころね           |
| 第二弾 | hololive GAMERS fes. 超超超超ゲーマーズ2 | 2025年7月5日 - 7月6日   | 白上フブキ、猫又おかゆ 戌神ころね、大神ミオ |

その他のホロライブの主催イベント
| イベント名                                                                    | 開催日                   | 会場                                                                       | 出演タレント |
| ----------------------------------------------------------------------------- | ------------------------ | -------------------------------------------------------------------------- | --- |
| FAMS FAN MEETING -俺達の夏休み延⻑戦-                                         | 2019年9月15日            | 池袋HUMAXシネマズ、関西テレビ放送 なんでもアリーナスタジオ、伏見ミリオン座 | FAMS（白上フブキ、百鬼あやめ、大空スバル、大神ミオ） |
| 会える！ 話せる！ VTuberおしゃべりフェス on バレンタイン ホロライブ編         | 2020年2月16日            | 3331 Arts Chiyoda 体育館                                                   | 星街すいせい、アキ・ローゼンタール、赤井はあと、癒月ちょこ、大神ミオ、兎田ぺこら、白銀ノエル、宝鐘マリン、天音かなた                                                               |
| ヴァイスシュヴァルツ&Reバース presents ホロライブプロダクションフェスティバル | 2021年10月9日 - 10月10日 | 横浜国際平和会議場 展示ホールD                                             | 10月9日：ときのそら、猫又おかゆ、白銀ノエル、尾丸ポルカ 10月10日：ときのそら、ロボ子さん、雪花ラミィ、獅白ぼたん                                                                   |
| hololive Valentine2022 イチ推しトーク！                                       | 2022年2月20日            | ベルサール秋葉原 1階HALL                                                   | さくらみこ、AZKi、白上フブキ、夏色まつり、猫又おかゆ、不知火フレア、白銀ノエル、宝鐘マリン、常闇トワ、雪花ラミィ、桃鈴ねね、尾丸ポルカ、ラプラス・ダークネス、鷹嶺ルイ、風真いろは |
| hololive5期生 4周年記念 ファン大感謝祭 ～みんなねぽらぼに愛に恋～             | 2024年8月17日            | ベルサール渋谷ガーデン                                                     | ホロライブ5期生（雪花ラミィ、桃鈴ねね、獅白ぼたん、尾丸ポルカ） |

ホロライブの合同イベント
| イベント名                           | 開催日                    | 会場                                                              | 出演タレント |
| ------------------------------------ | ------------------------- | ----------------------------------------------------------------- | --- |
| アニメイトガールズフェスティバル2021 | 2021年11月6日 - 11月7日   | 池袋サンシャインシティ 文化会館                                   | ホロスターズ1 - 3期生（花咲みやび、奏手イヅル、アルランディス、律可、アステル・レダ、岸堂天真、夕刻ロベル、影山シエン、荒咬オウガ）                                              |
| Anime NYC 2021                       | 2021年11月19日 - 11月21日 | アメリカ合衆国 ジェイコブ・ジャヴィッツ・コンベンション・センター | 11月19日：hololive English -Council-（九十九佐命、セレス・ファウナ、オーロ・クロニー、七詩ムメイ、ハコス・ベールズ）                                                             |
| Anime NYC 2023                       | 2023年11月17日 - 11月19日 | アメリカ合衆国 ジェイコブ・ジャヴィッツ・コンベンション・センター | 11月17日：星街すいせい、森カリオペ 11月18日：hololive English -Advent-（シオリ・ノヴェラ、古石ビジュー、ネリッサ・レイヴンクロフト、フワワ・アビスガード、モココ・アビスガード） |

ホロスターズの主催イベント
| イベント名                                          | 開催日                  | 会場                   | 出演タレント |
| --------------------------------------------------- | ----------------------- | ---------------------- | --- |
| ネットおしゃべりフェス on バレンタイン ホロスターズ | 2021年2月14日           | Zoom（オンライン開催） | ホロスターズ1 - 3期生（花咲みやび、奏手イヅル、アルランディス、律可、アステル・レダ、岸堂天真、夕刻ロベル、影山シエン、荒咬オウガ）                                                         |
| ホロスターズ 2周年イベント「俺たちの決起集会2021」  | 2021年6月25日 - 6月27日 | SPWN（オンライン開催） | ホロスターズ1 - 3期生（花咲みやび、奏手イヅル、アルランディス、律可、アステル・レダ、岸堂天真、夕刻ロベル、影山シエン、荒咬オウガ）                                                         |
| HOLOSTARS & UPROAR!! イチ推しトーク！ in harevutai  | 2022年5月22日           | harevutai              | ホロスターズ1 - 3期生、UPROAR!!（花咲みやび、奏手イヅル、アルランディス、律可、アステル・レダ、岸堂天真、夕刻ロベル、影山シエン、荒咬オウガ、夜十神封魔、羽継烏有、緋崎ガンマ、水無世燐央） |
| HOLOSTARS 3RISE SUPER FAN MEETING 〜FLAGSHIP〜      | 2022年6月26日           | harevutai              | ホロスターズ1 - 3期生（花咲みやび、奏手イヅル、アルランディス、律可、アステル・レダ、岸堂天真、夕刻ロベル、影山シエン、荒咬オウガ）                                                         |

### ライブ
ホロライブEnglishの全体ライブ
| ライブ名                                                                | 開催日                  | 会場                           | 出演タレント |
| ----------------------------------------------------------------------- | ----------------------- | ------------------------------ | --- |
| hololive English 1st Concert -Connect the World- Supported by Bushiroad | 2023年7月2日            | アメリカ合衆国 YouTube Theater | 主演：森カリオペ、小鳥遊キアラ、一伊那尓栖、がうる・ぐら、ワトソン・アメリア、IRyS、セレス・ファウナ、オーロ・クロニー、七詩ムメイ、ハコス・ベールズ ゲスト：ときのそら、星街すいせい、宝鐘マリン、アユンダ・リス、ムーナ・ホシノヴァ、パヴォリア・レイネ                                                                         |
| hololive English 2nd Concert -Breaking Dimensions-                      | 2024年8月24日 - 8月25日 | アメリカ合衆国 KINGS THEATRE   | 主演：森カリオペ、小鳥遊キアラ、一伊那尓栖、がうる・ぐら、ワトソン・アメリア、IRyS、セレス・ファウナ、オーロ・クロニー、七詩ムメイ、ハコス・ベールズ、シオリ・ノヴェラ、古石ビジュー、ネリッサ・レイヴンクロフト、フワワ・アビスガード、モココ・アビスガード ゲスト：星街すいせい、戌神ころね、ムーナ・ホシノヴァ、こぼ・かなえる |

Cinderella switch
2020年9月27日から2023年4月22日にかけてメタバースのVARKにて開催された、ホロライブの所属タレントによるライブ。
その他のホロライブのライブ
| ライブ名                                                   | 開催日         | 会場                                      | 出演タレント |
| ---------------------------------------------------------- | -------------- | ----------------------------------------- | --- |
| INNK EXHiBiTiON                                            | 2019年7月27日  | 秋葉原エンタス                            | 星街すいせい、AZKi |
| ホロライブ オン ステージ -でいどり～む-                    | 2019年10月6日  | Veats Shibuya                             | ときのそら、ロボ子さん、さくらみこ、AZKi、夜空メル |
| SorAZ Special Live 刹那的クロニクル                        | 2020年9月26日  | SPWN、bilibili（オンライン開催）          | SorAZ（ときのそら、AZKi） |
| hololive IDOL PROJECT 1st Live.『Bloom,』                  | 2021年2月17日  | 東京ガーデンシアター（無観客開催）        | ロボ子さん、さくらみこ、夜空メル、白上フブキ、夏色まつり、アキ・ローゼンタール、湊あくあ、紫咲シオン、百鬼あやめ、癒月ちょこ、大空スバル、大神ミオ、兎田ぺこら、潤羽るしあ、不知火フレア、白銀ノエル、宝鐘マリン、天音かなた、常闇トワ、雪花ラミィ、獅白ぼたん、尾丸ポルカ |
| hololive 1st Generation 3rd Anniversary LIVE「from 1st」   | 2021年5月28日  | SPWN（オンライン開催）                    | ホロライブ1期生（夜空メル、白上フブキ、夏色まつり、アキ・ローゼンタール、赤井はあと） |
| HOLOLIVE FANTASY 1st LIVE FAN FUN ISLAND                   | 2021年11月25日 | TOKYO DOME CITY HALL                      | ホロライブ3期生（兎田ぺこら、潤羽るしあ、不知火フレア、白銀ノエル、宝鐘マリン） |
| hololive 5th Generation Live “Twinkle 4 You”               | 2023年7月7日   | TOKYO DOME CITY HALL                      | ホロライブ5期生（雪花ラミィ、桃鈴ねね、獅白ぼたん、尾丸ポルカ） |
| hololive Summer 2023 3D LIVE Splash Party!                 | 2023年8月27日  | Z-aN（オンライン開催）                    | Sunshine：ときのそら、さくらみこ、星街すいせい、AZKi、夜空メル、アキ・ローゼンタール、白上フブキ、夏色まつり、湊あくあ、紫咲シオン、癒月ちょこ、大空スバル、兎田ぺこら、不知火フレア、白銀ノエル、宝鐘マリン、天音かなた、角巻わため、姫森ルーナ、獅白ぼたん、尾丸ポルカ、鷹嶺ルイ、沙花叉クロヱ、風真いろは、アユンダ・リス、ムーナ・ホシノヴァ、アイラニ・イオフィフティーン、クレイジー・オリー、アーニャ・メルフィッサ、パヴォリア・レイネ、ベスティア・ゼータ、カエラ・コヴァルスキア、こぼ・かなえる、小鳥遊キアラ、一伊那尓栖、がうる・ぐら、ワトソン・アメリア、七詩ムメイ Night：ロボ子さん、白上フブキ、百鬼あやめ、癒月ちょこ、大空スバル、大神ミオ、猫又おかゆ、戌神ころね、兎田ぺこら、不知火フレア、白銀ノエル、宝鐘マリン、天音かなた、角巻わため、常闇トワ、姫森ルーナ、雪花ラミィ、桃鈴ねね、獅白ぼたん、尾丸ポルカ、ラプラス・ダークネス、鷹嶺ルイ、博衣こより、沙花叉クロヱ、風真いろは、ムーナ・ホシノヴァ、クレイジー・オリー、アーニャ・メルフィッサ、パヴォリア・レイネ、森カリオペ、小鳥遊キアラ、がうる・ぐら、IRyS、セレス・ファウナ、オーロ・クロニー、ハコス・ベールズ |
| Blue Journey 1st Live「夜明けのうた」                      | 2023年9月13日  | 東京ガーデンシアター                      | さくらみこ、アキ・ローゼンタール、白上フブキ、湊あくあ、癒月ちょこ、大空スバル、大神ミオ、猫又おかゆ、戌神ころね、兎田ぺこら、不知火フレア、白銀ノエル、宝鐘マリン、天音かなた、角巻わため、常闇トワ、姫森ルーナ、雪花ラミィ、獅白ぼたん、尾丸ポルカ、鷹嶺ルイ、博衣こより、沙花叉クロヱ |
| hololive Xmas AR LIVE 『Sweet Happy Holiday』              | 2023年12月24日 | ZAIKO、SPWN（オンライン開催）             | 百鬼あやめ、猫又おかゆ、戌神ころね、白銀ノエル、雪花ラミィ、博衣こより、沙花叉クロヱ |
| SorAZ Major Debut Live「First Gravity」                    | 2024年1月27日  | CLUB CITTA'                               | SorAZ（ときのそら、AZKi） |
| hololive production x DreamHack Melbourne 2024: Down Under | 2024年4月27日  | オーストラリア ロッド・レーバー・アリーナ | 宝鐘マリン、常闇トワ、クレイジー・オリー、パヴォリア・レイネ、森カリオペ、ハコス・ベールズ |

ホロスターズの全体ライブ
| ライブ名                                                            | 開催日         | 会場                    | 出演タレント |
| ------------------------------------------------------------------- | -------------- | ----------------------- | --- |
| HOLOSTARS 1st ACT 「JOURNEY to FIND STARS!!」Supported By Bushiroad | 2021年12月26日 | 八王子市民会館          | ホロスターズ1 - 3期生（花咲みやび、奏手イヅル、アルランディス、律可、アステル・レダ、岸堂天真、夕刻ロベル、影山シエン、荒咬オウガ）                                                         |
| HOLOSTARS 2nd ACT「GREAT VOYAGE to UNIVERSE!!」                     | 2022年10月20日 | Zepp ダイバーシティ東京 | ホロスターズ1 - 3期生（花咲みやび、奏手イヅル、アルランディス、律可、アステル・レダ、岸堂天真、夕刻ロベル、影山シエン、荒咬オウガ）                                                         |
| HOLOSTARS 5th Anniversary Live -Movin’ On!-                         | 2024年6月8日   | 豊洲PIT                 | ホロスターズ1 - 3期生、UPROAR!!（花咲みやび、奏手イヅル、アルランディス、律可、アステル・レダ、岸堂天真、夕刻ロベル、影山シエン、荒咬オウガ、夜十神封魔、羽継烏有、緋崎ガンマ、水無世燐央） |

## タイアップ

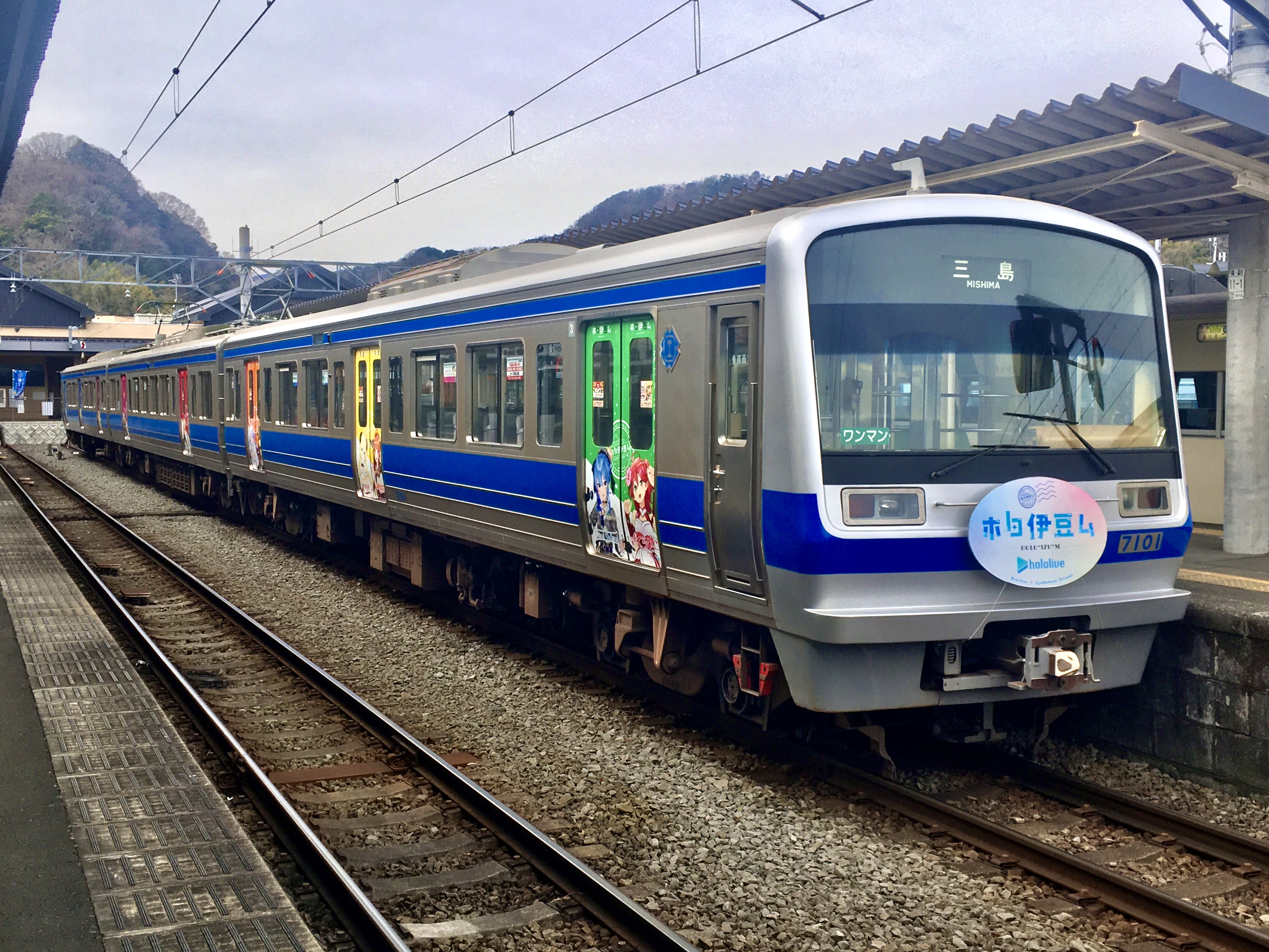
ホロ伊豆ムのラッピングトレイン

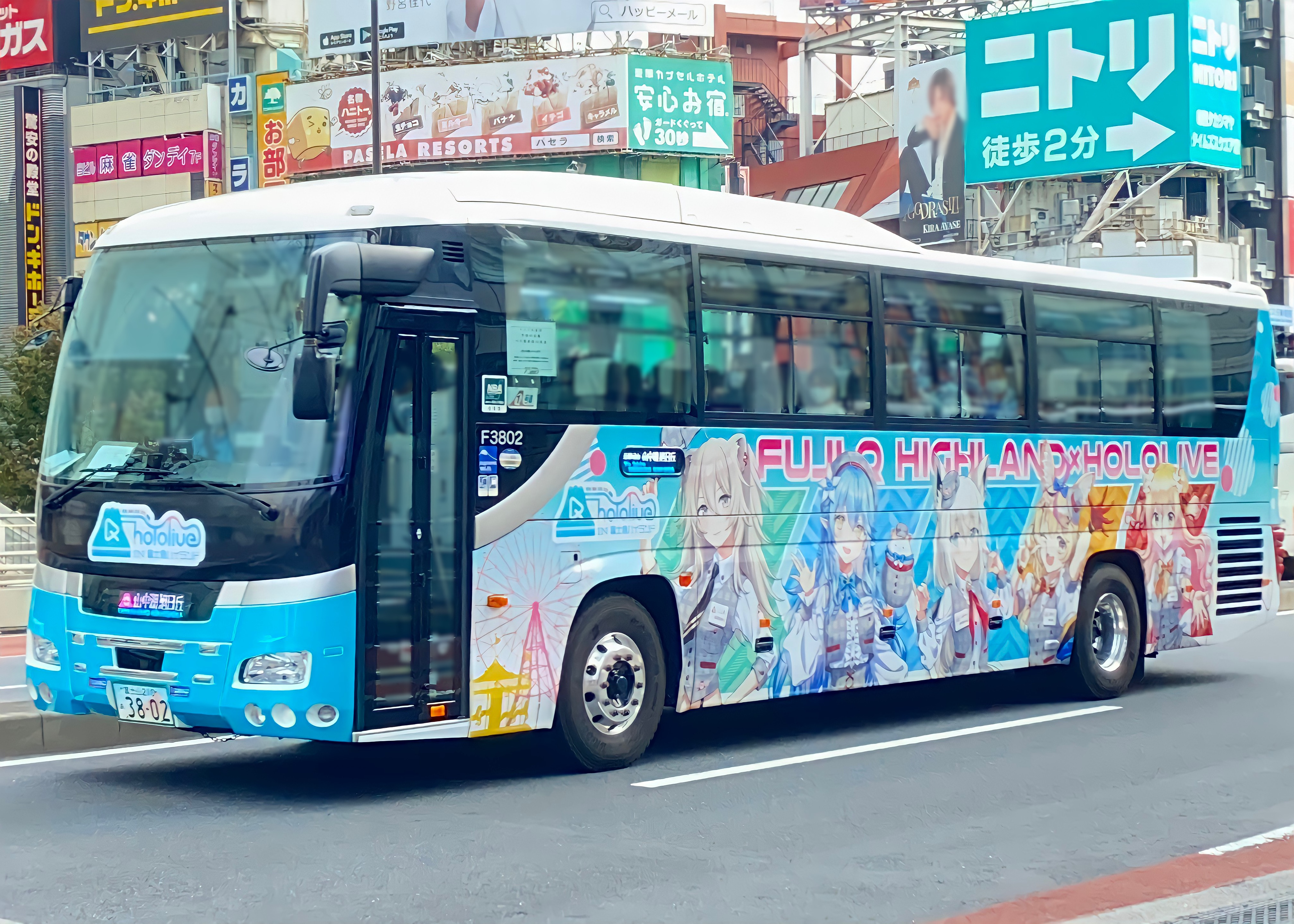
ホロライブ in 富士急ハイランド
富士急バスのラッピングバス

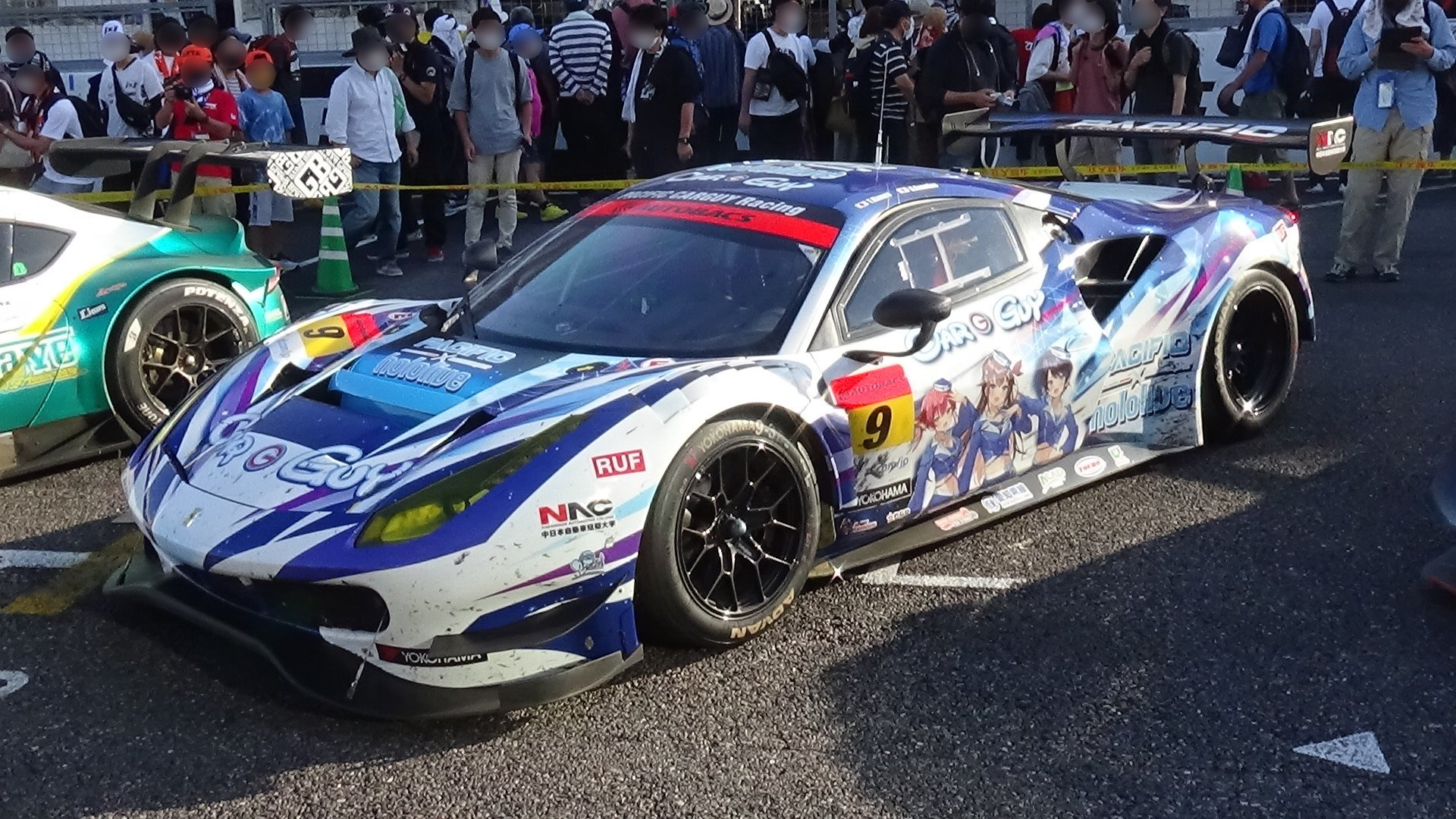

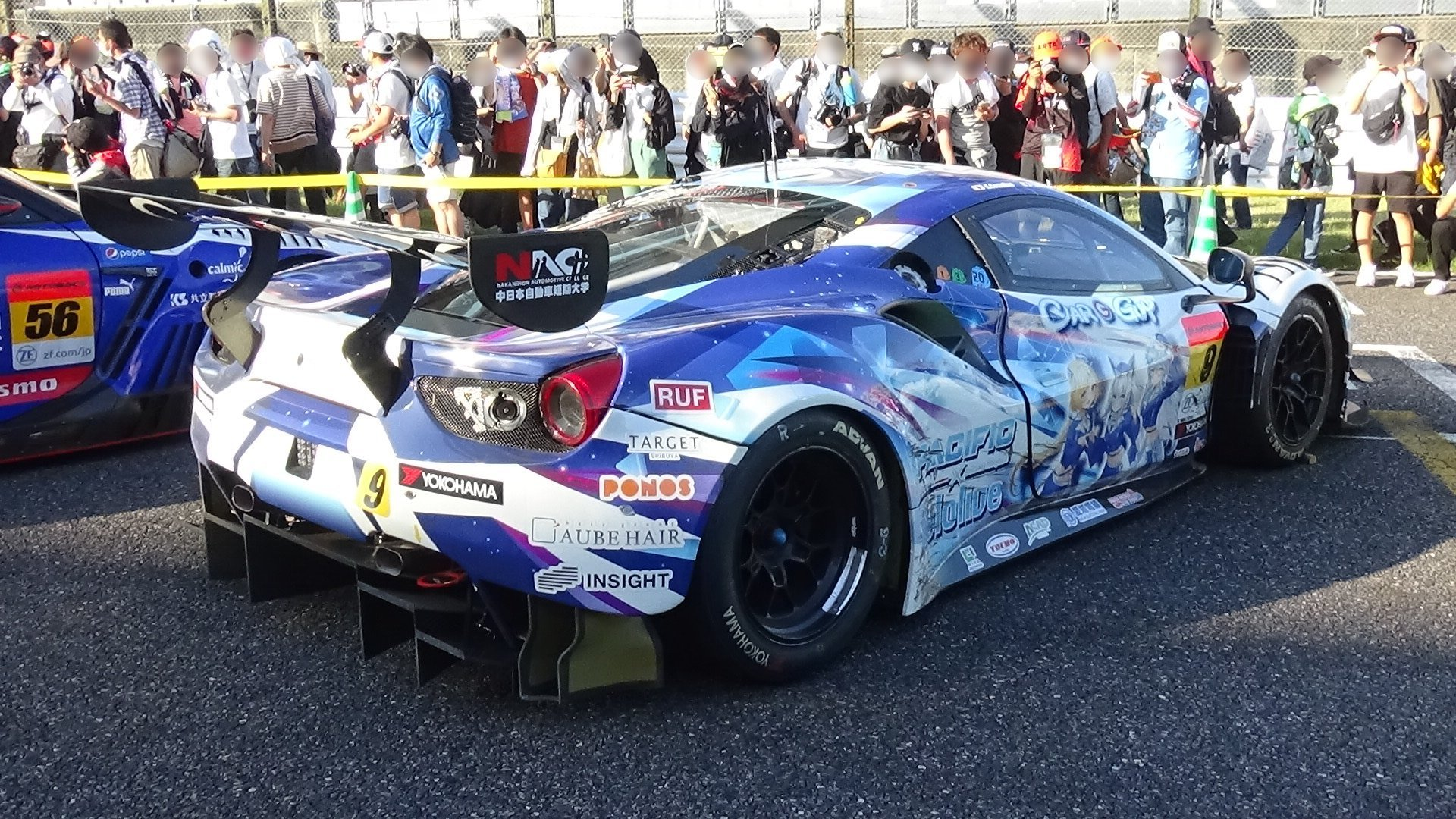
PACIFIC hololive NAC Ferrari（フェラーリ・488 GT3 Evo）

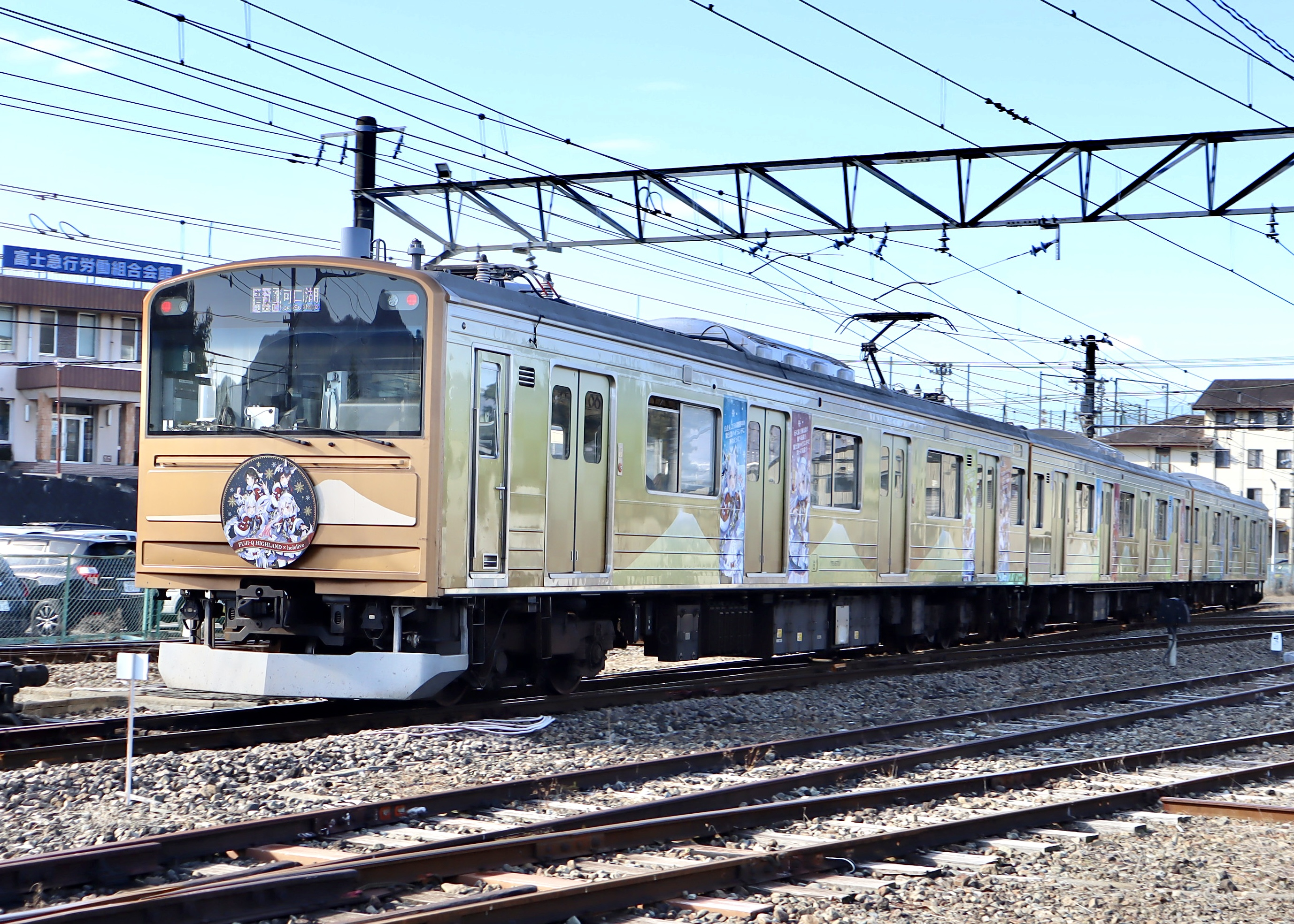
2022年に運行された富士山麓電気鉄道とのコラボトレイン

特記ないものは「ホロライブ」のイベント。

### 2019年（平成31年・令和元年）
- アトレ秋葉原（6月1日 - 6月26日）ホロライブ1期生デビュー1周年記念のコラボ。オリジナルグッズなどが販売された[149]。また、6月15日からは第2弾が発売され、追加のオリジナルグッズも販売された[150]。

- よみうりランド（10月4日 - 10月10日、ホロライブ・イノナカミュージック）アトラクションやフードでコラボレーションを実施。5日には特別ホールイベントも実施[151]。

- Steam（11月 - 12月）Steamプリペイドカードとのコラボ。11月と12月に1回コラボ配信が実施された[152]。

### 2020年（令和2年）
- アトレ秋葉原（2月15日 - 2月29日）ホロライブメンバーによる、一部店内放送を実施[153]。

- ブシロード（6月）Reバース for youにホロライブメンバー27人が登場[154]。

- バンダイ（12月3日）「ガシャポンオンライン」で限定ホロライブアクリルスイングコレクションが発売[155]。

- ローソン（12月15日）「ホロライブプロダクション カードチョコ」が発売[156]。

### 2021年（令和3年）
- 近畿日本ツーリスト（1月16日 - 4月16日）旅行企画「ホロ伊豆ム」が開催。観光名所での限定ボイスなどが展開され、伊豆箱根鉄道ではラッピングトレインが運行された[157]。

- ファミリーマート（1月12日 - ）ファミリーマートとのコラボイベント「ホロマート」の第1弾。対象の商品を購入することでクリアファイルを入手できた[158]。

- バンダイ（2月8日 - 3月15日）「プレミアムバンダイ」内ショップ「ガシャデパ」で、水着衣装フィギュアのリクエスト企画「#ホロライブサマーコレクション Vol.01」が開催[159]。

- ファミリーマート（3月23日 - ）ファミリーマートとのコラボイベント「ホロマート」の第2弾。対象の商品を購入することでA5サイズのクリアファイルを入手できた[160]。

- ファミリーマート（5月11日 - ）ファミリーマートとのコラボイベント「ホロマート」の第3弾。対象の商品を購入することでA5オリジナルクリアファイルを入手することができ、オリジナルグッズも販売された[161]。

- アトレ秋葉原（8月1日 - 8月15日、ホロライブプロダクション）特別展示が実施[162]。

- ファミリーマート（8月3日 - ）ファミリーマートとのコラボイベント「ホロマート」の第4弾。対象の商品を購入することでA5オリジナルクリアファイルを入手できた。オリジナルデザインの菓子類も販売された[163]。

- 集英社（8月5日）週刊ヤングジャンプ「No.36・37合併特大号」の表紙、巻頭、センター、巻末でホロライブタレントをイメージしたコスプレイヤーのグラビアが掲載[164]。

- BANDAI SPIRITS（8月13日・9月3日）バンプレストブランドで様々なシチュエーションに基づくプライズオリジナルシリーズ『#hololive IF』の展開[165][166]。

- pixiv（9月13日 - 10月31日、ホロライブEnglish・Omegaα）コラボイベント「hololive English Art Battle」が実施。ホロライブEnglish作品の閲覧数による特典の付与やイラストコンテストが行われた[167][168]。

- ローソン（9月17日）「ホロライブプロダクション カードチョコ2」が発売[169]。

- 富士急ハイランド（9月18日 - 10月31日）園内放送やアトラクションのアナウンスがコラボバージョンに変更。また、オリジナルグッズも販売[170][171]。

- パシフィック・リーグ（10月3日）特別ロゴやオリジナルグッズを制作[172]。10月3日にホロライブが冠協賛のオリックス・バファローズ VS 福岡ソフトバンクホークス「hololive day」も開催[173]。

- ファミリーマート（10月12日 - ）ファミリーマートとのコラボイベント「ホロマート」の第5弾。対象の商品を購入することでA5オリジナルクリアファイルを入手できた[174]。

- ドン・キホーテ（10月23日 - ）コラボイベント。オリジナルグッズが発売されたほか、夜空メル、白銀ノエルがドンキガールに就任し、ドン・キホーテ秋葉原店に描き下ろしイラストの等身大スタンディパネルが設置された[175]。

- 日本郵便（11月1日 - 2022年1月7日）ホロライブ年賀はがきやオリジナルグッズが販売された[176]。

- E-DINER（11月3日 - 11月14日、ホロスターズ）メンバーが考案したカフェメニューの他、オリジナルグッズの販売や店内装飾が実施された[177]。

- ペンギンパレード（11月、ホロスターズ）描きおろしイラスト「ぺたん娘」による「トレーディングラバーストラップ」「トレーディング缶バッジ」が販売[178]。

- E-DINER（11月18日 - 12月5日、12月9日 - 12月26日、ホロライブ3期生）E-DINER池袋にてライブの世界観を基にしたコラボカフェが開催。オリジナルグッズも販売された[179]。

- 在ニューヨーク日本国総領事館（11月19日 - 21日、ホロライブEnglish）アニメコンベティションである「Anime NYC」において共催での出展が決定した[180][181]。

- OMOCAT（12月4日、hololive English -Myth-）hololive English -Myth-の5名をモチーフにしたアパレルグッズが販売[182]。

- ローソン（12月2日 - ）ホロライブタレントとコラボレーションした限定商品や限定グッズが販売。ホロライブくじの実施や白上フブキによる店内放送も実施[183]。

- ブシロード（12月18日）日本各地の土産物店などで各地域限定のご当地グッズが販売。第一弾は東京、大阪、福岡から販売された[184]。

### 2022年（令和4年）
- ファミリーマート（1月25日 - ）ファミリーマートとのコラボイベント「ホロマート」の第6弾。対象の商品を購入することでA5オリジナルクリアファイルを入手でき、オリジナルグッズも同時発売された[185]。

- CONVERSE TOKYO（2月4日 - 13日、ホロスターズ）ホロスターズ各メンバーとコラボしたTシャツが各店舗で販売された[186]。

- ファミリーマート（3月1日 - ）ファミリーマートとのコラボイベント「ホロマート」の第7弾。対象の商品を購入することでA5オリジナルクリアファイルを入手できる。また、オリジナルグッズも同時発売された[187]。

- PACIFIC RACING TEAM（4月 - 11月）SUPER GT 2022年シーズン GT300クラスに出場するチームの「PACIFIC RACING TEAM」とコラボレーション。タレントの特別イラストの制作ややグッズの販売などを実施[188]。

- 集英社（4月11日 - 5月15日、ホロライブプロダクション）集英社が開催する漫画イベント「春マン！！2022」においてホロライブプロダクション所属タレントの推薦する集英社漫画作品が無料公開された。集英社作家によるホロライブプロダクション所属タレントの描きおろしイラストの公開やオリジナルアイテムの配布、タイアップ配信なども行われた[189]。

- ファミリーマート（5月17日 - ）ファミリーマートとのコラボイベント「ホロマート」の第8弾、「ホロマート 初夏のホロまつり」が実施。対象の商品を購入することでオリジナルARボイス付きクリアファイル、オリジナルARボイス付きクリアカードを入手できるた。今回のコラボイベントは、3弾に分かれており、1弾は、5月17日から、2弾は、5月24日から、3弾は5月31日からそれぞれ実施された[190]。

- ローソン（6月28日）「ホロライブプロダクション カードチョコ3」が発売[191]。

- サンリオ（7月8日 - ）サンリオとのコラボ企画、「ホロサンリオ」が実施された。ホロライブに所属するタレント0期生から4期生のコラボグッズを発売した[192]。

- 東京タワー（7月22日 - 8月31日）東京タワーとのコラボレーション。迷子のタレントを探し出すコンセプトのミニアトラクションなどが実施[193]。
- OMOCAT（7月30日、hololive English -Council-、Project: HOPE）hololive English -Council-とProject: HOPEの6名をモチーフにしたアパレルグッズが販売[194]。

- ファミリーマート（8月16日 - 8月29日）ファミリーマートとのコラボイベント「ホロマート」の第9弾、「ホロマート with PEBOT」が実施された。対象の商品を購入することでオリジナルARボイス付きクリアファイルを入手できた。また、オリジナルデザインのお菓子も同時発売された[195]。

- 地球防衛軍6（8月25日 - ）早期購入特典で白上フブキ・百鬼あやめ・大神ミオの兵士募集用デコイが付属。また、3人による「EDF入隊者勧誘ソング」も公開された[196]。

- 三陸花火競技大会（10月8日）Shiny Smily Story (2022 ver.)を使用したミュージックスターマインの特別プログラムを実施[197]。

- Among Us（9月21日 - ）Among Usとの期間限定コラボスキンが登場[198]。また、10月22日よりコラボグッズも販売された。

- ローソン（10月25日 - ）ホロライブタレントの描き下ろしイラストがパッケージとなった、オリジナルフード、ドリンク、グッズなどが販売される。また、ホロライブくじの第2弾である「ホロライブくじ〜ホロクッキング おかわり！〜」も実施[199]。

- RED° TOKYO TOWER（11月3日 - 11月27日）コラボデザインのチップで遊べる「ポーカー」や同時開催の「RED° E-SAUNA UENO」でオリジナルのサウナハットやタオルが先行で入手でき、サウナには等身大パネルが設置された[200]。

- 太鼓の達人（11月17日 - ）オリジナルソング『六本の薔薇と采の歌』が公開され、太鼓の達人シリーズで配信された。また、薔薇☆Diceの6名のオリジナルソングも12月より順次配信された[201]。

- 富士急ハイランド（11月19日 - 12月30日）クリスマスツリーコラボライトアップやフォトスポットの設置、オフィシャルカプセルホテルにコラボルームの設定、アトラクションコラボのほか、コラボフード、グッズ販売などが実施された[202]。

- 日本郵便（11月28日 - 2023年1月10日）昨年に引き続き、年賀はがきやオリジナルグッズが販売された[203]。

- 東京スカイツリータウン（12月16日 - 2023年1月9日）『ホロライブ×東京スカイツリータウン 第二弾 ホロツリ2022 ～HOとする冬～』と題し、フォトスポットの設置やコラボカフェ、メンバーによる店内放送を実施[204]。

### 2023年（令和5年）
- ローソン（5月10日 - ）コラボグッズの販売、引用ツイートキャンペーン、各メンバーによる店内放送、ホロライブくじの販売などを実施[205]。

- 東京ドームシティ「ホロライブシティ」（7月7日 - 9月3日）ホロライブ全メンバー参加の東京ドームシティアトラクションズとのコラボイベント「ホロライブシティ アトラクションズ」や縁日を模した「ホロライブシティ サマーフェア」、ホロライブメンバーが1泊2日の日程で「ホロライブシティ」内をアテンドする「ホロライブ エアライン」、8月1日に行われる読売ジャイアンツ対ヤクルトスワローズ戦の東京ドーム場内ビジョンやアナウンスをジャックする「GIANTS×HOLOLIVE」などの企画を実施[206]。

- ローソン（11月29日 - ）コラボグッズの販売、引用ポストキャンペーン、各メンバーによる店内放送、ホロライブくじの販売などを実施[207]。

### 2024年（令和6年）
- ローソン（7月2日 - ）コラボグッズの販売、引用ポストキャンペーン、一部店舗の装飾、各メンバーによる店内放送、ホロライブくじの販売などを実施[208]。

### 2025年（令和7年）
- ツリービレッジ（2月7日 - ）「ホロツリ～春風花舞～ POP-UP SHOP & CAFE」と称し、フォトスポットの設置やコラボカフェなどを実施[209]。

- 須崎屋（4月18日 - ）コラボ商品を販売[210]。

- ローソン（7月3日 - ）コラボグッズの販売、一部店舗の装飾、各メンバーによる店内放送、一番くじの販売などを実施[211]。
- 極楽湯（3月27日 - 4月23日）コラボグッズ・コラボメニューの販売、店舗の装飾、コラボ風呂、オリジナル館内放送等を実施。[212]

## 公式企画

### ホロライブの公式YouTubeチャンネルのみで配信された企画
ホロの試練（ホロのしれん）
2019年（平成31年・令和元年）から毎年一度配信されている、ホロライブの所属タレントがイベント「hololive SUPER EXPO & fes.」の告知の前振りを行う番組。
年末ホロライブ ～ゆくホロくるホロ（ねんまつホロライブ ～ゆくホロくるホロ）
2019年（令和元年）から毎年12月31日に配信されている、ホロライブの所属タレントによるバラエティ番組。
ホロろぐ
2020年（令和2年）4月15日から7月18日にかけて配信された、ホロライブの所属タレントの動画配信の切り抜き動画。
ホロのこしかけ
2021年（令和3年）5月10日から2024年（令和6年）2月28日にかけて配信された、友人Aがホロライブに関する最新情報を紹介する番組。
ゲームショップ◯△（まるヤマ）駅前（ゲームショップまるヤマえきまえ）
2021年（令和3年）5月13日から2022年（令和4年）6月16日にかけて配信された、大空スバル、宝鐘マリン、常闇トワ、お笑いコンビ・おかずクラブのゆいPが演じるキャラクター・店長（演者の名前は最終回まで伏せられていた）がMCを務めるゲーム情報バラエティ番組。
 holoscape（ホロスケープ）
2022年（令和4年）2月21日から12月10日にかけて配信された背景音楽。
ホロの休日（仮）（ホロのきゅうじつかっこかり）
2024年（令和6年）1月22日から配信されている、アプリ『ホロプラス』と連動した、春先のどかがMCを務める企画。
魔法少女ホロウィッチ!情報局（まほうしょうじょホロウィッチじょうほうきょく）
2024年（令和6年）5月24日から配信されている、天音かなた、さくらみこ、姫森ルーナ、宝鐘マリン、紫咲シオン、沙花叉クロヱのうちの2名がメディアミックス『魔法少女ホロウィッチ!』の最新情報を紹介する番組。

### その他のホロライブの企画
おはようホロライブ
2019年（令和元年）6月3日よりホロライブプロダクションの公式Twitterにて毎日早朝に配信された動画。週替わりでメンバーが1週間プレゼンターを担当する。主なコーナーは『まいにち天気 ホロ日和』と『教えて！ホロフォーチュン』。天気と占いの提供が難しくなったため、公式には2020年（令和2年）4月5日で終了した（2020年3月30日からはメンバーのNG集の投稿となり、コーナーについては先駆けて3月29日付けで終了している）。なお、終了告知日の4月5日には白上フブキが本動画を模倣した同名の非公式動画を自身のTwitterに投稿している。
ホロライブ・サマー
2019年（令和元年）から2023年（令和5年）にかけて、夏期に行われたホロライブの企画。
ホロのご機嫌うるわしゅう
2020年（令和2年）4月26日より毎月配信されていた、ホロライブの所属タレントによるバラエティトーク番組。第1回から第6回までは前半がホロライブの公式YouTubeチャンネル、後半が会員限定でホロライブのニコニコ生放送公式チャンネルにて配信されていたが、第7回以降はすべてニコニコ生放送にて配信されるようになった。第16回以降はダイジェスト版がYouTubeにて配信されるようになったが、第26回をもって番組自体が最終回を迎えた。
ホロライブのそれテストに出ますか?
2022年（令和4年）2月9日から2024年1月29日にかけて、ウェブサイト「ホロライブ公式ファンクラブ」にて配信されていた、ホロライブの所属タレントによる番組。
昼ホロ!
2025年（令和7年）5月9日から「holoAN」の公式YouTubeチャンネルにて配信されている、春先のどかがホロライブに関する情報を紹介する番組。

### ホロスターズの公式YouTubeチャンネルのみで配信された企画
わちゃわちゃホロスターズ
2021年（令和3年）3月4日から2022年（令和4年）9月30日にかけて配信された、ホロスターズの所属タレントによる公式番組。
ジャンプアップロー!!
2022年（令和4年）7月27日から2023年（令和5年）1月25日にかけて配信された、「UPROAR!!」のメンバー・夜十神封魔、羽継烏有、緋崎ガンマ、水無世燐央によるバラエティ番組。
すすめ!ホロスターズ
2024年（令和6年）4月10日から6月5日にかけて配信された、ホロスターズのライブ「HOLOSTARS 5th Anniversary Live -Movin’ On!-」の開催を記念した、同グループによるバラエティ番組。

### その他のホロスターズの企画
ホロスタが集まる雑談部屋（ホロスタがあつまるざつだんべや）
2022年（令和4年）11月14日から2023年（令和5年）5月20日にかけて、ホロスターズの所属タレントのYouTubeチャンネルにて配信された、同タレントが雑談を行う企画。

## メディア展開

### メディアミックス
いずれも、ホロライブの所属タレントが出演する。
| タイトル                   | 始動日        | ジャンル |
| -------------------------- | ------------- | -------- |
| ホロライブ・オルタナティブ | 2021年2月17日 | 異世界   |
| hololive ERROR             | 2021年8月1日  | ホラー   |
| 魔法少女ホロウィッチ!      | 2024年5月16日 | 魔法少女 |

### Webアニメ
ホロライブプロダクションの所属タレントが出演する短編3Dアニメ（『UMISEA ストーリー動画』のみ2Dアニメ）作品。
みこのつとめっ!
YouTube上での日常系アニメの展開を目的に設立された、ホロライブの所属タレントによるショートアニメ番組ブランド「ホロアニメ」の第1弾。2018年（平成30年）12月7日から2019年（平成31年）2月8日にかけて、さくらみこの公式YouTubeチャンネルにて配信された、さくらの日常を描いた一話完結の日常系アニメで、仕事や勉強に疲れたリスナーに癒やしを与えることを目的に制作された。全10話（CMとPVを含めれば全12話）。第六話と第七話のみ、ロボ子さんも出演する。2021年（令和3年）4月現在、全ての話が非公開となっている。
ホロのぐらふぃてぃ
「ホロアニメ」の第2弾。2019年（平成31年）4月29日に開催された展示会「character1」にて発表され、同年5月5日からホロライブの公式YouTubeチャンネルにて配信されている。『みこのつとめっ!』と打って変わって、さくらみことロボ子さん以外のホロライブの所属タレントも出演するが、出演は基本的に3Dモデルを持つタレントに限られる。制作は「『ホロぐら』チーム」と呼ばれる、メンバーのほとんどがカバーの社員である、約30名で構成された団体が3DCGソフトウェアのMikuMikuDanceを使って手がけている。
2020年（令和2年）1月24日に開催されたホロライブのライブ「hololive 1st fes. ノンストップ・ストーリー」では、長編『劇場版 ホロのぐらふぃてぃ』が上映され、会場を盛り上げる一要素となった。また、2023年（令和5年）2月13日から4月17日にかけては、同年2月13日以前に配信された話を10分前後にまとめたものが「1stシーズン」、2025年（令和7年）3月1日から5月3日にかけては、同年3月1日以前に配信された話を20分前後にまとめたものが「2ndシーズン」としてdアニメストアにて配信された。
| 話数        | 配信された話                                              | 配信日         |             |             |             |             |             |             |             |             |             |             |             |             |             |             |             |             |             |             |             |             |             |             |
| 1stシーズン | 1stシーズン                                               | 1stシーズン    | 1stシーズン | 1stシーズン | 1stシーズン | 1stシーズン | 1stシーズン | 1stシーズン | 1stシーズン | 1stシーズン | 1stシーズン | 1stシーズン | 1stシーズン | 1stシーズン | 1stシーズン | 1stシーズン | 1stシーズン | 1stシーズン | 1stシーズン | 1stシーズン | 1stシーズン | 1stシーズン | 1stシーズン | 1stシーズン |
| ----------- | --------------------------------------------------------- | -------------- | ----------- | ----------- | ----------- | ----------- | ----------- | ----------- | ----------- | ----------- | ----------- | ----------- | ----------- | ----------- | ----------- | ----------- | ----------- | ----------- | ----------- | ----------- | ----------- | ----------- | ----------- | ----------- |
| 第1話       | 第28話 第34話 第35話 第43話 第53話 第55話 - 第58話        | 2023年 2月13日 |             |             |             |             |             |             |             |             |             |             |             |             |             |             |             |             |             |             |             |             |             |             |
| 第2話       | 第60話 第64話 第68話 第69話 第72話 - 第74話 第76話 第77話 | 2月20日        |             |             |             |             |             |             |             |             |             |             |             |             |             |             |             |             |             |             |             |             |             |             |
| 第3話       | 第78話 - 第86話                                           | 2月27日        |             |             |             |             |             |             |             |             |             |             |             |             |             |             |             |             |             |             |             |             |             |             |
| 第4話       | 第87話 - 第94話                                           | 3月6日         |             |             |             |             |             |             |             |             |             |             |             |             |             |             |             |             |             |             |             |             |             |             |
| 第5話       | 第95話 - 第103話                                          | 3月13日        |             |             |             |             |             |             |             |             |             |             |             |             |             |             |             |             |             |             |             |             |             |             |
| 第6話       | 第104話 - 第112話                                         | 3月20日        |             |             |             |             |             |             |             |             |             |             |             |             |             |             |             |             |             |             |             |             |             |             |
| 第7話       | 第113話 - 第118話 第120話 - 第122話                       | 3月27日        |             |             |             |             |             |             |             |             |             |             |             |             |             |             |             |             |             |             |             |             |             |             |
| 第8話       | 第123話 - 第131話                                         | 4月3日         |             |             |             |             |             |             |             |             |             |             |             |             |             |             |             |             |             |             |             |             |             |             |
| 第9話       | 第132話 - 第135話 第137話 - 第140話                       | 4月10日        |             |             |             |             |             |             |             |             |             |             |             |             |             |             |             |             |             |             |             |             |             |             |
| 第10話      | 第141話 - 第149話                                         | 4月17日        |             |             |             |             |             |             |             |             |             |             |             |             |             |             |             |             |             |             |             |             |             |             |
| 2ndシーズン |                                                           |                |             |             |             |             |             |             |             |             |             |             |             |             |             |             |             |             |             |             |             |             |             |             |
| 第1話       | 151話 - 155話 第158話 - 第161話                           | 2025年 3月1日  |             |             |             |             |             |             |             |             |             |             |             |             |             |             |             |             |             |             |             |             |             |             |
| 第2話       | 第162話 - 第170話                                         | 3月8日         |             |             |             |             |             |             |             |             |             |             |             |             |             |             |             |             |             |             |             |             |             |             |
| 第3話       | 第171話 - 第179話                                         | 3月15日        |             |             |             |             |             |             |             |             |             |             |             |             |             |             |             |             |             |             |             |             |             |             |
| 第4話       | 第180話 - 第188話                                         | 3月22日        |             |             |             |             |             |             |             |             |             |             |             |             |             |             |             |             |             |             |             |             |             |             |
| 第5話       | 第191話 - 第194話 第196話 - 第198話 第200話 第201話       | 3月29日        |             |             |             |             |             |             |             |             |             |             |             |             |             |             |             |             |             |             |             |             |             |             |
| 第6話       | 第189話 第195話 第202話 - 第205話 第207話 - 第209話       | 4月5日         |             |             |             |             |             |             |             |             |             |             |             |             |             |             |             |             |             |             |             |             |             |             |
| 第7話       | 第206話 第210話 - 第214話 第224話 第225話 第229話         | 4月12日        |             |             |             |             |             |             |             |             |             |             |             |             |             |             |             |             |             |             |             |             |             |             |
| 第8話       | 第215話 - 第223話                                         | 4月19日        |             |             |             |             |             |             |             |             |             |             |             |             |             |             |             |             |             |             |             |             |             |             |
| 第9話       | 第226話 - 第228話 第230話 - 第235話                       | 4月26日        |             |             |             |             |             |             |             |             |             |             |             |             |             |             |             |             |             |             |             |             |             |             |
| 第10話      | 第236話 - 第242話 第244話 第245話                         | 5月3日         |             |             |             |             |             |             |             |             |             |             |             |             |             |             |             |             |             |             |             |             |             |             |

| 配信開始日     | 配信時間                                                     | 配信サイト         |
| -------------- | ------------------------------------------------------------ | ------------------ |
| 2019年5月5日   | 日曜 18:00 更新                                              | YouTube            |
| 2019年11月29日 | 土曜 18:00 更新（一部例外あり）                              | ニコニコチャンネル |
| 2023年2月13日  | 月曜 10:00 更新（1stシーズン） 土曜 0:00 更新（2ndシーズン） | dアニメストア      |

UMISEA ストーリー動画
2021年（令和3年）9月15日から9月18日にかけて、ホロライブの公式YouTubeチャンネルにて配信された、湊あくあ・宝鐘マリン・一伊那尓栖・がうる・ぐらからなるユニット「UMISEA」が出演する漫画動画。全4話。シナリオおよび演出は星野彼方、ナレーションは友人A、翻訳はSeeleとfts。
| 話数 | サブタイトル               | 配信日         |
| ---- | -------------------------- | -------------- |
| 01   | 触手に勝ちたい女たち       | 2021年 9月15日 |
| 02   | 生きろ！                   | 9月16日        |
| 03   | 深海でも目を開けろ！       | 9月17日        |
| 04   | 歌えば地平線も水平線になる | 9月18日        |

PSO2 ニュージェネシスの世界で大暴れ!うおおおお!
2022年（令和4年）9月11日にホロライブの公式YouTubeチャンネルにて『ホロのぐらふぃてぃ』の代わりに公開された、白上フブキ・影山シエン・一伊那尓栖が出演する、ゲーム『ファンタシースターオンライン2 ニュージェネシス』とコラボしたショートアニメ。
あの空の下で待ち合わせ
2024年（令和6年）4月1日にホロライブの公式YouTubeチャンネルにて公開された、ホロライブ3期生のメンバー・兎田ぺこら、白銀ノエル、不知火フレア、宝鐘マリンがホロライブの所属タレントとなる前の一幕を描いたパイロット・フィルム。制作は『ホロぐら』チームが3DCGソフトウェアのBlenderを使って手がけたが、制作が始まるまでは同団体のメンバーの多くがBlenderを使った経験がなかったという。
holoEN3DRepeat
2023年（令和5年）4月8日からホロライブEnglishの公式YouTubeチャンネルにて配信されている、同グループのメンバーの名場面を再現した3Dアニメ。
スターズこれくしょん
2022年（令和4年）1月28日から2023年（令和5年）3月24日にかけて、ホロスターズの公式YouTubeチャンネルにて配信された。出演は基本的に3Dモデルを持つホロスターズの所属タレントに限られるが、第48話には同話公開時点で3Dモデルを持っていなかった「HOLOSTARS English -TEMPUS-」のメンバー・リージス・アルテア、マグニ・デズモンド、アクセル・シリオス、ノワール・ヴェスパーが出演している。

### テレビアニメ
| 原作 | COVER                |
| 製作 | アニプレックス COVER |
| 作画 | 伊佐佳久             |
| 美術 | 白水優子             |
| 監督 | たつき               |

いきぬきホロライブ
ホロライブとアニメ監督のたつきによる短編アニメ。『いきぬきホロライブ～holoX 2024年のやぼー編～』のタイトルで、2023年（令和5年）12月31日にTOKYO MXほかにて放送された。
| 放送期間       | 放送時間           | 放送局       | 対象地域 | 備考                  |
| -------------- | ------------------ | ------------ | -------- | --------------------- |
| 2023年12月31日 | 日曜 21:57 - 22:00 | TOKYO MX     | 東京都   |                       |
|                |                    | BS11         | 日本全域 | BS放送 / 『ANIME+』枠 |
|                |                    | 群馬テレビ   | 群馬県   |                       |
|                |                    | とちぎテレビ | 栃木県   |                       |

### 漫画
ホロックスみーてぃんぐ!〜holoX MEETing!〜
「秘密結社holoX」が出演する漫画作品。『少年ジャンプ+』（集英社）にて2022年（令和4年）11月1日から2023年（令和5年）7月18日まで連載された。また、『ウルトラジャンプ』（同社）でも2022年（令和4年）12月号から2023年（令和5年）9月号まで連載された。原作はカバー、脚本は合同会社オムカレー、漫画はおかだアンミツ。
- カバー（原作）・合同会社オムカレー（脚本）・おかだアンミツ（漫画） 『ホロックスみーてぃんぐ！〜holoX MEETing!〜』 集英社〈ジャンプ コミックス〉、全2巻
  - 上 - 2023年4月4日発行（同日発売）、ISBN 978-4-08-883537-2
  - 下 - 2023年9月4日発行（同日発売）、ISBN 978-4-08-883542-6

しらないこと研究会
「不知火建設」が出演する学パロ漫画作品。
ReGLOSS-BadでGoodな日常-
「ReGLOSS」が出演する漫画作品。『Sho-Comi』（小学館）にて2024年（令和6年）17号から同年21号まで連載された。ネーム原作は花まみも、作画はきみど莉央。

### 漫画を除く関連書籍
- シンコーミュージック スコア編集部『ピアノ・ソロ hololive Song Collection』シンコーミュージック・エンタテイメント、2021年4月28日発売[252]、ISBN 978-4-40-103948-7
- 『白銀ノエル&宝鐘マリン 1st PHOTO BOOK ふたりデート』宝島社、2023年3月17日発売[253]、ISBN 978-4-29-903433-5
  - 白銀ノエルと宝鐘マリンを写した写真集[253]。
- 『ホロライブクリエイターコンテスト2023 pixiv COLLECTION』KADOKAWA、2023年8月12日発売[254]、ISBN 978-4-04-682719-7
  - 投稿コミュニケーションプラットフォーム・pixivにて開催された、「ホロライブクリエイターコンテスト2023」のイラスト部門受賞イラスト全76作品および、人気イラストレーターによる描き下ろしイラストを収録した、ホロライブでは初となる公式商業画集[254]。
  - 参加クリエイター - ▽、Ata、CinE、DEHO、dvdarts、Elphe、fefe、FongBan、furhon、GA、Handot（ハンドッ）、Hyde、JuuP、kainown、Mauve、Misaネキ、Moon、nima、noRio、OZ（オズィ）、pul、Resu、Rix、Rosuuri、SENA 8ito、seta、sora、sowon、StarRing、TAiGA、tetra、toramin、Watersnake、あじゃすた、あんにん、イマフク、おゆゆ、お魚だいすき、かいろろろ、かける。、きしんII世、グリーナ-古愁娜、けんこ、コーエンジウム、こがねはな、さめあんこ、シュガー、じゅにねう、といれっとぺーぱー、とくちょ、とくまろ、とげまる、ノジコノ、ふわチーズ、ぼたもち、まぁまぁ、みかん。、みみはち、りかひと、るしお、わじゅにあ（和jr）、伊藤らぼ、一葵、下地ヨリ、界さけ、久保田 正輝、月野、幻中ふみ、春山なつを、小倉ぽんち、上原よもぎ、水飴、澄夜咲星、待風、朝倉拓3、東暮、萩森じあ、万冬しま、無糖。、名称とか未設定、木城木ゆみこ、柚ひらり[254]
- 塗田一帆（著）・なもり（表紙イラスト）・ぱんじゃむのなめ（イラスト） 『ホロリスニング ホロライブEnglish -Myth-と学ぶ不思議な世界の英会話!』一迅社、2023年9月27日[255]、ISBN 978-4-75-801828-9
  - ホロライブでは初となる英会話教本[255]。hololive English -Myth-（森カリオペ、小鳥遊キアラ、一伊那尓栖、がうる・ぐら、ワトソン・アメリア）が登場するオリジナルストーリーを収録しており、書籍版は同グループが出演する音声CDも収録している[255]。
- 『ホロライブ学力診断 中学5教科』Gakken、2024年7月25日発売[256]
  - 【通常版】 - ISBN 978-4-05-305943-7
  - Special Edition【特別版】 - ISBN 978-4-05-305944-4
  - ホロライブとGakkenの初のコラボ書籍となる、クイズ風のエンタメ参考書[256]。中学レベルの国語・数学・英語・理科・社会の必須知識が掲載されており、さくらみこ・星街すいせい・大空スバル・白銀ノエルが生徒役、白上フブキ・博衣こよりがサポート役、ときのそら・AZKi・天音かなた・桃鈴ねね・鷹嶺ルイが先生役で登場する[256]。

### コンピュータゲーム
さくら色Dreamer
2020年（令和2年）12月25日に発売された、さくらみこが主演する、Microsoft Windows用ノベルゲーム。
邪神ころね
2021年（令和3年）11月8日に発売された、戌神ころねが出演する、PC用ホラーゲーム。2024年4月14日には、PlayStation 4版・Nintendo Switch版が発売された。
あくありうむ。
2022年（令和4年）10月27日に発売された、湊あくあ・宝鐘マリン・白上フブキが出演する、PlayStation 4・Nintendo Switch用ノベルゲーム。
美魔女の真実 -マリンの秘宝船-
2023年（令和5年）8月11日に発売された、宝鐘マリンが出演する、PC用ホラーゲーム。
Doppelganger
2023年（令和5年）11月14日に発売された、「HOLOSTARS English -TEMPUS-」が出演する、Microsoft Windows用ノベルゲーム。
Days With Ollie
2024年（令和6年）4月22日に発売された、クレイジー・オリーが出演する、Microsoft Windows用ノベルゲーム。
おかゆにゅ～～む!
2025年（令和7年）2月27日に発売された、猫又おかゆ・戌神ころねが出演する、PlayStation 4・Nintendo Switch・PC用ノベルゲーム。
ピクロス 儒烏風亭らでんがご案内!ピクセルミュージアム
2025年（令和7年）6月5日に発売された、儒烏風亭らでんが出演する、Nintendo Switch・PC用パズルゲーム。
holo Indie
ホロライブの二次創作ファンゲーム『HoloCure - Save the Fans!』の成功を基に、二次創作ゲームクリエイターサポートプログラムを目的として、カバーが立ち上げた二次創作ゲーム向けゲームブランド。Steamでリリース。
| タイトル           | リリース      | 開発元                      |
| ------------------ | ------------- | --------------------------- |
| ホロパレード       | 2023年12月1日 | ろぼくろ（Roboqlo）         |
| Idol Showdown      | 2023年5月6日  | Besto Game Team             |
| Holo X Break       | 2024年3月29日 | KayAnimate                  |
| WOWOWOW KORONE BOX | 2024年4月12日 | tian nya                    |
| Miko in Maguma     | 2024年4月26日 | frog blend                  |
| みこスナイパー     | 2024年6月7日  | シャーク・竜巻（さめGames） |
| デュエホロ         | 2024年6月21日 | テイク                      |

### インターネットテレビ番組
ホロごえっ!
2024年（令和6年）3月23日からABEMAにて配信されている番組。
2025年（令和7年）3月までは隔週更新で収録配信していた。MCは、月曜：白上フブキ × 悠木碧、火曜：宝鐘マリン × 上坂すみれ、水曜：天音かなた × 和氣あず未（2024年3月25日 - 2024年9月25日）とラプラス・ダークネス × 高野麻里佳（2024年10月 - 2025年3月）、木曜：鷹嶺ルイ × 楠木ともり、金曜：夕刻ロベル × 石川界人。
2025年（令和7年）4月以降は月1回の生配信となる。出演者は白上・悠木・宝鐘・上坂・ダークネス・高野・鷹嶺・夕刻・石川・徳井青空（新参加）から複数名が出演回毎に随時となる。
| 企画協力     | カバー株式会社                                            |
| 制作協力     | 株式会社SCRAP                                             |
| 撮影協力     | 株式会社LOGIC&MAGIC 株式会社スタジオエビス コスタクルーズ |
| 構成         | 竹村武司                                                  |
| プロデュース | 神崎裕子（日テレアックスオン）                            |
| 演出         | 谷口顕（日テレアックスオン）                              |
| 制作         | 株式会社ClaN Entertainment 株式会社日テレアックスオン     |
| 製作著作     | DMM TV                                                    |

DMM TV × ホロライブ 新感覚ドキュメントバラエティ ホロなゾンビ!
2025年（令和7年）3月19日から4月9日にかけて、DMM TVにて配信された、さくらみこ・白上フブキ・宝鐘マリン・天音かなた・雪花ラミィが出演する、謎解きとゾンビがコンセプトのドキュメントバラエティ。ナレーションは田丸裕臣、本番組のオリジナルキャラクター・徳川 天使（とくがわ てんし）の担当声優は鈴夏あや。
| 話数  | 配信日         |
| ----- | -------------- |
| 第1話 | 2025年 3月19日 |
| 第2話 | 3月26日        |
| 第3話 | 4月2日         |
| 第4話 | 4月9日         |

### インターネットラジオ番組
ホロライブpresents Vのすこんなオタ活なんだワ!
2020年（令和2年）5月6日から2024年3月27日にかけて、HiBiKi Radio Stationにて配信された、白上フブキと宝鐘マリンがラジオパーソナリティを務める、「オタ活」をテーマとしたトーク番組。当初は隔週配信だったが、2020年11月4日より毎週配信となった。
hololive IDOL PROJECT presents ホロライブアイドル道ラジオ〜私たちの歌をきけッ! → hololive presents ホロのRadio～私たちの歌をきけッ!
2021年（令和3年）4月4日から2023年（令和5年）4月2日にかけて、超!A&G+にて配信された、ホロライブの所属タレントがラジオパーソナリティを務める番組。2022年（令和4年）7月10日に番組名が変更された。司会進行は、当初は友人Aが毎週務めていたが、2023年（令和5年）1月15日より春先のどかと隔週交代で務めるようになった。

## 問題
中国を巡る騒動
- 2019年（令和元年）7月、ホロライブ中国展開における提携企業の担当者が京都アニメーション放火殺人事件に関して不適切な発言をしたことなどがSNSを通じて拡散され、主に中国ファンから抗議の声が挙がり、bilibili翻訳担当の有志がストライキをし、リーダーが職を辞する事態となった。そのためカバーは当該企業との契約を解消し、中国での運営体制の見直しを行うこととなった。
- 2020年（令和2年）6月11日の癒月ちょこの配信において、「十二支に猫がいない国はどこか」というクイズの回答選択肢にチベットが含まれており、bilibiliリスナーから反発を招いた。これを受けカバーは同日に不適切な内容があったとして謝罪、再発防止策として所属タレントに対し中国に関する知識の教育を行うとした。
- 2020年（令和2年）9月より中国の動画共有サイトbilibiliでの配信を中心に複数回トラブルが発生していた。9月24日の赤井はあとの配信、および翌朝の桐生ココの両配信において、YouTubeのアナリティクスをもとに各国の視聴者数について語る中で台湾を単一の国家として扱うという形で問題が再発、ともにbilibiliにおけるミラー配信機能の無効化・停止処分を受けた。9月27日、カバーは赤井はあとと桐生ココの三週間の活動休止の決定を発表し、また中国向けの声明文では一つの中国の原則を支持する旨を表明したが、これらの対応・声明が各国のリスナーからさらなる反発を招く形となった。9月30日にカバーは再度声明を出し、配慮に欠けていたとして謝罪するとともに、あくまで関係者の安全を守る緊急措置として強く言及したものと釈明した。事態を受けてカバーは代表取締役への厳重注意および給料の自主返納処分を下し、また再発防止策としてコンプライアンス委員会を設置するとした。また配信コメントにはNGワードを設定した上で、カバーの対応および所属タレントの発言に政治的意図はないとしている。10月19日、桐生ココの復帰に伴い、bilibiliに携わる公式字幕組が一斉に辞意表明、大量動画削除を行った。
- 11月12日、カバーはホロライブ中国所属メンバー5人の卒業を発表。中国市場からの事実上の撤退となる。メンバーの黒桃影に関しては卒業日が未確定であったもののカバーへ卒業の意思を伝えており 、11月16日に発表された。
- 2021年（令和3年）6月9日、桐生ココの卒業が発表され、ジャーナリストの篠原修司は「中国人によるものと思われる桐生ココへの荒らし行為が続いていることが関係しているのではないか」と伝えている。

社員によるタレントへの迷惑行為
2020年（令和2年）5月16日、所属タレントの夜空メルが2019年（令和元年）10月頃よりカバー社員から悪質な迷惑行為（誹謗中傷およびセクハラ）を受けていたことを報告した。加害者は夜空メルの元担当社員で職権を乱用する形でハラスメントを行っており、そのため担当を外されたものの、カバーの管理外でさらなる接触を図ったことで迷惑行為に発展したとしている。本件について、夜空メルはカバーから適切なケア・サポートを受けられなかったため友人の紹介で弁護士を雇い、加害者と示談した。カバーは全面的に非を認め、再発防止と体制強化に努めるとしている。

任天堂著作物等の無許諾での配信
2020年（令和2年）6月1日、任天堂の著作物利用に関するガイドラインが更新され、個別許諾を必要としない包括契約を締結した団体が明示された。しかしこの中にカバーが含まれていなかったことから、所属タレントによるゲーム実況配信について少なくとも任天堂に対して無許諾での配信および収益化が行われていたのではないかという疑惑が噴出。同月5日、カバーは任天堂を含む複数社に対して同様の状態にあることを認めた。カバーは個人事業主を支援する業態であるため、個人向けのガイドラインを誤って参照したことが原因であるとしている。しかしこの声明発表後も無許諾での著作物の利用をしていたコンテンツが残存しており、7月30日に大神ミオによる『ゴースト トリック』実況プレイのYouTube配信アーカイブ（2020年1月配信）がカプコンからの著作権侵害の申し立てにより削除された。これを受けて同日にカバーは再度声明を発表、自主的に配信アーカイブを削除もしくは非公開の状態にし、許諾を得られているコンテンツのみを再公開するとしている。
なお8月1日に再び任天堂の著作物利用に関するガイドラインが更新、カバーとの間に包括契約が締結され、任天堂からは正式に許諾が得られた形となっている。
YouTubeによる収益化剥奪問題
2019年（令和元年）末頃からホロライブメンバーをはじめとするバーチャルYouTuberのYouTubeチャンネル収益化（広告やスーパーチャット、メンバーシップ等の各機能）停止が相次いでいた。これはYouTubeの監視AIが切り抜き動画を再利用コンテンツと誤認していると推測されており、これに対し海外の有名YouTuberがその現状を訴える動画を配信、YouTube側もこの件に関して確認をすることをツイートしていた。その後、2020年（令和2年）1月末より剥奪されていたメンバーの収益化が随時復活している。

タレントに対するプレゼント受付停止の対応
2021年（令和3年）8月2日付でその時点でプレゼント受付していたタレントを除いて、以降のプレゼントは受付を行わないことを発表した。原因としては「紛失防止タグ」をはじめとした様々な名称で販売されている、物を紛失した際にその位置情報が分かることを想定している商品についての悪用にある。

## 著作物使用に関する包括的契約
上記の任天堂著作物等のトラブルを受け、カバーは以下の通り包括的契約を結んだ。

### 2020年（令和2年）
- 8月1日：任天堂と包括的契約を締結[307]。
- 11月1日：セガと包括的契約を締結[308]。ただし、規約にはアトラスの著作物は含まれていない。
- 12月24日：エクストリームと包括的契約を締結[309]。該当著作物にはゲームブランド「メサイヤ / メサイヤゲームス」の作品も含まれる。

### 2021年（令和3年）
- 3月19日：カプコンと包括的契約を締結[310][311]。
- 5月14日：スクウェア・エニックスと包括的契約を締結[312][313]。
- 8月以降：バンダイナムコエンターテインメントのゲームタイトルがそれぞれ公開する実況ポリシーに基づいた配信の許諾を締結。ただし、同企業著作物に対する包括的契約は未締結。
  - 8月18日：「アイドルマスター シャイニーカラーズ」[314]、31日「アイドルマスター」関連4作品[315]
  - 9月9日：「テイルズ オブ アライズ」[316]、14日「SCARLET NEXUS」[317]、30日「リトルナイトメア」及び「リトルナイトメア2」[318]
  - 10月14日：「アイドルマスター」関連3作品[319]

### 2022年（令和4年）
- 1月31日：ハムスターと包括的契約を締結[320]。

### 2023年（令和5年）
- 3月20日：東京通信と包括的契約を締結[321]。